# Уилсон, Клифф
Клифф Уи́лсон (англ. Cliff Wilson, 10 мая 1934 — 21 мая 1994) — валлийский профессиональный игрок в снукер.

## Биография и карьера
Уилсон начал играть в снукер довольно рано. В 1952 и 1953 он был чемпионом Уэльса среди игроков до 19 лет, в 1954 — финалистом любительского чемпионата Англии, а в 1957 выиграл национальный любительский чемпионат. Ещё в то время Уилсон подружился с Рэем Риардоном и оппонировал ему на различных соревнованиях. Лучшие годы этого игрока пришлись на 50-е и 60-е года, когда снукер был в упадке (чемпионаты мира и вовсе не проводились с 1957 по 1964). Поэтому Клифф бросил игру почти на 15 лет, устроившись работником на сталелитейном заводе. Возвратился к снукеру Уилсон, когда выиграл чемпионат мира среди любителей в 1978-м, победив в финале Джо Джонсона 11:5. На следующий год 45-летний Уилсон перешёл в профессионалы. Но к тому времени ему было сложно соперничать на равных с молодым и сильным поколением, к которому относились Стив Дэвис и Джимми Уайт. Тем не менее, Уилсон добился некоторых успехов, и к сезону 1988/89, в возрасте 55 лет, занимал 16-е место в официальном рейтинге. Клифф несколько раз играл в финальной стадии чемпионата мира, но ни разу не пробивался во второй раунд. В 1991-м он выиграл чемпионат мира среди ветеранов, победив Эдди Чарльтона в финале 5:4. За эту победу Уилсон получил 16 000 фунтов стерлингов. В 1992-м, на чемпионате Великобритании, валлиец выиграл у Ронни О'Салливана, которому тогда было 16 лет. Однако позже Уилсон вынужден был покинуть игру из-за серьёзных проблем со спиной и зрением.
Уилсон проводил выставочные матчи под девизом «Вы никогда не видели ничего подобного!». Клифф играл быстро и был очень опасен в атаке, поэтому его матчи всегда привлекали внимание.